# Iniciativa dos Trabalhadores (Polônia)
A Iniciativa dos Trabalhadores (em polonês/polaco:  Inicjatywa Pracownicza ou IP) é uma organização sindical polonesa de tendência anarcossindicalista. O IP foi estabelecido no segundo semestre de 2001 como um grupo informal de anarquistas cujo objetivo era a luta comum pelos direitos dos trabalhadores. Enquanto uma organização anarco-sindicalista formal em todo o país, o IP começou a agir em setembro de 2004. É membro da Confederação Internacional do Trabalho.
A Iniciativa dos Trabalhadores participou de protestos contra as demissões em massa em H. Cegielski - Poznań, em Poczta Polska,  e no shopping center Auchan, como também por melhorias na saúde pública. Os membros do sindicato também participaram do contraprotesto a uma marcha neonazista de 2012 em Frankfurt an der Oder.
No contexto da Crise de 2021 na fronteira entre a Bielorrússia e a União Europeia a Polónia se tornou uma das fronteiras de acesso à União Europeia mais visadas pela campanha de tráfico de pessoas articulada pelo governo estado bielorrusso. O governo da Polónia, da mesma maneira que os outros, respondeu à crise com violência sistemática e a negação da assistência aos imigrantes presos na fronteiros, acampados na floresta em completa destituição. A Iniciativa dos Trabalhadores participou ativamente dos protestos em defesa dos direitos humanos desses imigrantes e de sua admissão, afirmando:

Enquanto sindicalistas, nós nos posicionamos pela solidariedade internacional dos oprimidos contra as ações opressivas de governos e patrões; nós nos opomos à política de criar divisões entre trabalhadores masculinos e trabalhadores femininos - isso é, a maioria da população global. Nossos oponentes e adv ersários são os patrões no trabalho e as pessoas sobre os assentos ministeriais, não as pessoas que, se movendo pelo mundo, lutam por uma existência melhor